# Maagslijmvlies
Het maagslijmvlies, ook wel mucosa genoemd, is een laag goed doorbloed weefsel in de maag. Dit slijm dient ter bescherming van de maagwand, met name tegen de bijtende werking van maagzuur en met ingenomen voedsel meegekomen bacteriën.
Medicijngebruik van bijvoorbeeld pijnstillers of bijnierschorshormonen kan deze slijmproductie nadelig beïnvloeden, en daarmee de kans op een maagzweer of maagbloeding vergroten.